# Csokoládé (film)
A Csokoládé (eredeti cím: Chocolat) Lasse Hallström 2000-ben bemutatott romantikus vígjátéka, Juliette Binoche és Johnny Depp főszereplésével. A forgatókönyvet, Joanne Harris azonos című regénye alapján, Robert Nelson Jacobs írta.

## Történet
Vianne Rocher (Juliette Binoche), lányával, Anoukkal (Victoire Thivisol) utazgató asszony, aki csokoládéboltot nyit egy kis faluban, amellyel meghódítja a lakókat, különös érzéke van ugyanis ahhoz, hogy mindenki számára a legmegfelelőbb csokoládét válassza ki. Reynaud grófja (Alfred Molina) elszántan harcol az asszony üzlete ellen, mert a férfi szerint Vianne csokoládéi romlásba taszítják a lakókat. A helyzet a falucska lakóit is megosztja.

## Szereplők
| Szereplő           | Színész           | Magyar hang      |
| ------------------ | ----------------- | ---------------- |
| Vianne Rocher      | Juliette Binoche  | Györgyi Anna     |
| Roux               | Johnny Depp       | Stohl András     |
| Armande Voizin     | Judi Dench        | Pásztor Erzsi    |
| Reynaud gróf       | Alfred Molina     | Blaskó Péter     |
| Madame Audel       | Leslie Caron      |                  |
| Anouk Rocher       | Victoire Thivisol | Csifó Dorina     |
| Caroline Clairmont | Carrie-Anne Moss  |                  |
| Pere Henri         | Hugh O'Conor      | Fekete Zoltán    |
| Didi Drou          | Gaelan Connell    |                  |
| Josephine Muscat   | Lena Olin         | Kiss Mari        |
| Serge Muscat       | Peter Stormare    | Sztarenki Pál    |
| Alphonse Marceau   | Ron Cook          | Faragó András    |
| Guillaume Blerot   | John Wood         | Velenczey István |

## Érdekesség
- Johnny Depp és Alfred Molina saját bevallásuk szerint a forgatás alatt a kelleténél több csokoládét fogyasztottak. Deppet addig tömte a partnerét játszó Juliette Binoche bonbonnal, hogy a színész végül alig bírt ránézni az édességre. „Több csokoládét ettem meg, mint akartam. Még három másodperc volt a jelentből, és valószínűleg kihányom.” – emlékezett vissza Depp.
- Alfred Molina szerepe szerint egy kirakatnyi csokoládét fal fel. „Olyan beteg voltam, mint egy disznó. Nem a felvételen, hanem másnap, de megérte.” – mondta Molina.
- A filmet Flavigny-sur-Ozerain francia településen forgatták.

## Fontosabb díjak és jelölések
- Oscar-díj (2000)
  - jelölés: legjobb film (David Brown, Kit Golden, Leslie Holleran)
  - jelölés: legjobb női főszereplő (Juliette Binoche)
  - jelölés: legjobb női mellékszereplő  (Judi Dench)
  - jelölés: legjobb adaptált forgatókönyv (Robert Nelson Jacobs)
  - jelölés: legjobb eredeti filmzene (Rachel Portman)
- Golden Globe-díj (2001)
  - jelölés: legjobb filmmusicalnek vagy vígjáték
  - jelölés: legjobb női főszereplőnek – filmmusical vagy vígjáték (Juliette Binoche)
  - jelölés: legjobb női mellékszereplő (Judi Dench)
  - jelölés: legjobb eredeti filmzene (Rachel Portman)